# Capital flotante
El capital flotante, también conocido por la locución inglesa free float, se refiere al porcentaje del total de acciones de una sociedad que es susceptible de ser negociado habitualmente en bolsa y que no está controlado por accionistas de forma estable.
Este concepto incluye el total de acciones menos la porción en manos del grupo controlante y de inversores estratégicos en el caso de empresas privatizadas, o los miembros del directorio o inversores a largo plazo.
La capitalización libre es el sistema de capitalización en el que el peso está basado en el capital flotante, es decir, en el número de acciones disponibles para ser negociadas.